# Hebefustis hirsutus
Hebefustis hirsutus är en kräftdjursart som först beskrevs av Menzies1962.  Hebefustis hirsutus ingår i släktet Hebefustis och familjen Nannoniscidae. Inga underarter finns listade i Catalogue of Life.